# Alex Mondose
Alex Mondose (né le 28 novembre 1893 à Liège, Belgique, et décédé le 27 janvier 1972 à Schaerbeek) est un acteur de cinéma belge.
Il interprète un rôle dans La Belote de Ture Bloemkuul (1956) et dans J'ai gagné un million (1936), où il interprète le rôle d'Anatole Puiseur.